# Gösta Bodman
Anders Gustaf (Gösta) Bodman, född 5 augusti 1875 i Råneå församling, Norrbottens län, död 22 november 1960 i Stockholm, var en svensk polarforskare, professor i oorganisk kemi och mineralogi vid Chalmers 1914–1940. 
Bodman kom som provinsialläkarson från Råneå i Norrbotten till Uppsala på 1890-talet för att studera fysik. Han värvades som medlem av den Första svenska Antarktisexpeditionen (1901–1903) under ledning av Otto Nordenskjöld och kapten Carl Anton Larsen. Ångbarken "Antarctic" lämnade Göteborg 16 oktober 1901. Under expeditionen ansvarade Bodman för de meteorologiska och magnetiska observationerna. Med på expeditionen var bland andra Samuel August Duse och fartygsläkaren Erik Ekelöf. Den 12 februari 1903 förliste Antarctic, strax efter att forskare och besättningsmän evakuerats till ett isflak. Expeditionsmedlemmarna tvingades uthärda ytterligare en övervintring på Antarktis. Den 8 november 1903 kom räddningen i form av ett argentinskt örlogsfartyg som sänts ut för att försöka hitta den svenska expeditionen.
Bodman disputerade för doktorsgrad 1906 på avhandlingen Om isomorfi mellan salter av vismut och de sällsynta jordmetallerna. Han blev efter hemkomsten lärare i Göteborg, först (från 1907) vid Samskolan, sedan från 1910 vid Chalmers, där han 1918 blev professor i oorganisk kemi och mineralogi. Han var också lärare i varukunskap vid Göteborgs handelsinstitut. Efter 35 år i Göteborg flyttade Gösta Bodman efter sin pensionering från Chalmers till Stockholm. Där inledde han en andra karriär på Tekniska museet i egenskap av arkivsamordnare och museiguide.
Utöver ett flertal vetenskapliga avhandlingar i kemi, meteorologi, petrografi och geologi utgav Bodman industrihistoriska arbeten, främst rörande Göteborgs utveckling som industristad.